# Pallacanestro Olimpia Milano 1980-1981
Questa voce raccoglie le informazioni riguardanti la Pallacanestro Olimpia Milano nelle competizioni ufficiali della stagione 1980-1981.

## Verdetti stagionali
Competizioni nazionali
- Serie A1:[1]

regular season: 2º posto su 14 squadre (23 partite vinte su 32)
Play off: Semifinalista  (1-2 vs Squibb Cantù)

## Stagione
L’Olimpia Milano, sponsorizzata Billy, ha preso parte al campionato professionistico italiano di pallacanestro di Serie A1 1980-1981.
Nell’estate 1980 la famiglia Gabetti, e in particolare il presidente Gianmario Gabetti, subentra nella proprietà ad Adolfo Bogoncelli.
Allenata dal tecnico Dan Peterson, Milano termina la regular season al 2º posto. Nei play off elimina (2/0) nei quarti la Superga Mestre e incontra in semifinale la Squibb Cantù: nella prima partita a Milano i canturini vincono di due punti 79 a 77, la situazione si ribalta a Masnago dove i milanesi si impongono 66 a 64. La partita decisiva a Milano il 15 aprile 1981 vede finire il tempo regolare in parità 64 a 64, il primo tempo supplementare vede ancora la parità 73 a 73 ma al termine del secondo tempo supplementare la Squibb riesce a prevalere 85 a 84.

## Roster
| Nazionalità | Nominativo         |
| ----------- | ------------------ |
| Italia      | Valentino Battisti |
| Italia      | Sergio Biaggi      |
| Italia      | Dino Boselli       |
| Italia      | Franco Boselli     |
| Italia      | Mauro Cerioni      |
| Stati Uniti | Mike D'Antoni      |
| Italia      | Vittorio Ferracini |
| Italia      | Vittorio Gallinari |
| Stati Uniti | John Gianelli      |
| Italia      | Rinaldo Innocenti  |
| Italia      | Roberto Stranieri  |
| Italia      | Vinicio Mossali    |

- Allenatore:  Dan Peterson[4]

## Mercato
Nell'estate 1980 lasciano l'Olimpia due giocatori quali Mike Sylvester per Pesaro e Marco Bonamico destinazione Virtus Bologna mentre la rosa è arricchita da John Gianelli, proveniente dalla NBA.

## Risultati

### Serie A

#### Play off

##### Quarti di finale
| Arbitri: | Giovanni Battista Montella Luciano Baldini |

|          |            |         |
| Peterson | Allenatori | Mangano |

| Arbitri: | Adolfo Marchis Giovanni Garibotti |

|         |            |          |
| Mangano | Allenatori | Peterson |

##### Semifinali
| Arbitri: | Giancarlo Vitolo Bruno Duranti |

|          |            |                   |
| Peterson | Allenatori | Valerio Bianchini |

| Arbitri: | Armando Pinto Alessandro Teofili |

|           |            |          |
| Bianchini | Allenatori | Peterson |

| Arbitri: | Maurizio Martolini Paolo Fiorito |

|          |            |           |
| Peterson | Allenatori | Bianchini |